# فورت ماینر
فورت ماینر (به انگلیسی: Fort Minor) پروژۀ موسیقی هیپ-هاپ متعلق به مایک شینودا یکی از اعضای گروه لینکین پارک میباشد. این پروژه بین سالهای ۲۰۰۳ و ۲۰۰۴ برای کارهای تکی مایک شینودا خارج از لینکین پارک ایجاد گردید و هدف اصلی از ایجاد آن، این بود که او نمیتوانست کارهای هیپ-هاپ زیادی را در لینکین پارک بگنجاند. فرت ماینر اولین آلبوم خودش را با نام د رایزین تاید در سال ۲۲ نوامبر ۲۰۰۵ عرضه کرد. این آلبوم پس از عرضه موفقیت بسیار زیادی را به دنبال داشت تا جایی که هواداران آن کلوپی را مانند "کلوپ هواداران لینکین پارک" با نام "کلوپ غیرنظامیان فورت ماینر" درست کردند.

## تاریخچه
مایک شینودا طی مصاحبه‌ای با سایت fixins.com دلیل خودش برای نامگذاری پروژه‌اش اینطور عنوان کرد:
فورت ماینر (Fort Minor)؛ فورت (Fort) در حقیقت به معنای "قوی" نمایندگی از کارهای مهاجمی‌تری در دنیای موسیقی میکند و ماینر (Minor) به معنی "چیزهای کم". اگر شما در مورد نظریه موسیقی صحبت می کنید، کلید ماینر تاریکتر است. من میخواستم نام آلبوم را چیزی به جز نام خودم روی جلد بگذارم چون میخواهم که مردم روی موسیقی تمرکز کنند نه روی من.
در اوایل سال ۲۰۰۴، شینودا شروع به ساختن اولین آلبوم خود زیر نام فورت ماینر نمود و اولین آلبوم خودش را در نوامبر سال ۲۰۰۵ عرضه نمود. جی-زی در این آلبوم نقش مدیر اجرایی و تهیه‌کننده را عهده دار بود که بعد از همکاری با آلبوم مسیر برخورد از گروه لینکین پارک شروع به همکاری با فورت ماینر (مایک شینودا) نمود.

## آلبوم‌شناسی
- ۲۰۰۵: د رایزین تاید (The Rising Tied)